# Saint Jérôme en méditation (di Cosimo)
Ne doit pas être confondu avec Saint Jérôme en méditation.
Saint Jérôme en méditation est une peinture à l'huile sur  panneau de bois réalisée en tondo par l'artiste italien de la Renaissance Piero di Cosimo, datable d'environ 1495-1500 et conservée au Musée Horne de Florence.

## Histoire et description
Le tableau était caché par une Visitation du XVIIIe siècle de mauvaise qualité, et a été découvert grâce à l'intuition exceptionnelle de l'historien d'art Herbert Horne, qui avait senti son potentiel en observant le support en bois et la qualité du cadre. Il a été découvert et restauré en 1907 par Luigi Cavenaghi, un an après son achat. Toujours attribué par la critique, également grâce à la découverte de dessins préparatoires au Cabinet des dessins et des estampes du musée des Offices, il montre la figure de saint Jérôme dans un tondo, format circulaire très populaire à l'époque, mais rare pour les histoires de saints.
Jérôme est penché, une pierre dans la main, en train de lire la Bible. Celle-ci est posée devant lui en appui sur un crâne, reposant sur une souche d'arbre. Le paysage qui l'entoure est extraordinaire et mystérieux, parsemé d'arbres feuillus et d'arbustes. Au centre se tient le rocher où se trouve la grotte habitée par le saint, dont on aperçoit les livres sur une petite étagère, et un chapeau de cardinal suspendu. Un rideau de côté dévoile son lit simple.
Le paysage se perd au loin, montrant, entre autres, une crique où une galère est ancrée.

## Source de traduction
- (it) Cet article est partiellement ou en totalité issu de l’article de Wikipédia en italien intitulé « San Girolamo in meditazione (Piero di Cosimo) » (voir la liste des auteurs).